# Arnar Viðarsson
Arnar Viðarsson (Reykjavík, 15 marzo 1978) è un allenatore di calcio ed ex calciatore islandese, di ruolo centrocampista.

## Biografia
Ha 2 fratelli entrambi calciatori professionisti: Bjarni Viðarsson è centrocampista dell'Hafnarfjörðar e David Viðarsson è un centrocampista della nazionale islandese.

## Statistiche

### Statistiche da allenatore

#### Club
| Stagione            | Squadra       | Campionato | Campionato | Campionato | Campionato | Campionato | Coppe nazionali | Coppe nazionali | Coppe nazionali | Coppe nazionali | Coppe nazionali | Coppe continentali | Coppe continentali | Coppe continentali | Coppe continentali | Coppe continentali | Altre coppe | Altre coppe | Altre coppe | Altre coppe | Altre coppe | Totale | Totale | Totale | Totale | % Vittorie | Piazzamento |
| Stagione            | Squadra       | Comp       | G          | V          | N          | P          | Comp            | G               | V               | N               | P               | Comp               | G                  | V                  | N                  | P                  | Comp        | G           | V           | N           | P           | G      | V      | N      | P      | %          | Piazzamento |
| ------------------- | ------------- | ---------- | ---------- | ---------- | ---------- | ---------- | --------------- | --------------- | --------------- | --------------- | --------------- | ------------------ | ------------------ | ------------------ | ------------------ | ------------------ | ----------- | ----------- | ----------- | ----------- | ----------- | ------ | ------ | ------ | ------ | ---------- | ----------- |
| ott. 2014-mar. 2015 | Cercle Bruges | D1         | 20         | 4          | 3          | 13         | CB              | 5               | 2               | 0               | 3               | -                  | -                  | -                  | -                  | -                  | -           | -           | -           | -           | -           | 25     | 6      | 3      | 16     | 24,00      | Eson.       |

#### Nazionale
Statistiche aggiornate al 7 giugno 2022.
| Squadra | Naz                | dal              | al            | Record | Record | Record | Record     | Record | Record | Record | Record |
| G       | V                  | N                | P             | GF     | GS     | DR     | % Vittorie |        |        |        |        |
| ------- | ------------------ | ---------------- | ------------- | ------ | ------ | ------ | ---------- | ------ | ------ | ------ | ------ |
| Islanda | Islanda (bandiera) | 22 dicembre 2020 | 30 marzo 2023 | 31     | 6      | 13     | 12         | 37     | 49     | −12    | 19,35  |

#### Nazionale nel dettaglio
| 2021           | Islanda        | Qual. Mondiale 2022      | 5º nel Gruppo J           | 10 | 2 | 3  | 5  | 20,00 | 12 | 18 | -6  |
| giu. 2022      | Islanda        | Nations League 2022-2023 | 2° nel Gruppo 2 di Lega B | 4  | 0 | 4  | 0  | &0,00 | 6  | 6  | +0  |
| 2023           | Islanda        | Qual. Euro 2024          | nel gruppo J              | 2  | 1 | 0  | 1  | 50,00 | 7  | 3  | +4  |
| Dal 2021       | Islanda        | Amichevoli               |                           | 15 | 3 | 6  | 6  | 20,00 | 12 | 22 | -10 |
| Totale Islanda | Totale Islanda | Totale Islanda           | Totale Islanda            | 31 | 6 | 13 | 12 | 19,35 | 37 | 49 | -12 |

#### Panchine da commissario tecnico della nazionale islandese
| Cronologia completa delle presenze e delle reti in nazionale ― Islanda | Cronologia completa delle presenze e delle reti in nazionale ― Islanda | Cronologia completa delle presenze e delle reti in nazionale ― Islanda | Cronologia completa delle presenze e delle reti in nazionale ― Islanda | Cronologia completa delle presenze e delle reti in nazionale ― Islanda | Cronologia completa delle presenze e delle reti in nazionale ― Islanda | Cronologia completa delle presenze e delle reti in nazionale ― Islanda                                            | Cronologia completa delle presenze e delle reti in nazionale ― Islanda |
| Data                                                                   | Città                                                                  | In casa                                                                | Risultato                                                              | Ospiti                                                                 | Competizione                                                           | Reti | Note                                                                   |
| ---------------------------------------------------------------------- | ---------------------------------------------------------------------- | ---------------------------------------------------------------------- | ---------------------------------------------------------------------- | ---------------------------------------------------------------------- | ---------------------------------------------------------------------- | --- | ---------------------------------------------------------------------- |
| 25-3-2021                                                              | Duisburg                                                               | Germania                                                               | 3 – 0                                                                  | Islanda                                                                | Qual. Mondiali 2022                                                    | - | Cap: H.Halldorsson                                                     |
| 28-3-2021                                                              | Erevan                                                                 | Armenia                                                                | 2 – 0                                                                  | Islanda                                                                | Qual. Mondiali 2022                                                    | - | Cap: A.Gunnarsson                                                      |
| 31-3-2021                                                              | Vaduz                                                                  | Liechtenstein                                                          | 1 – 4                                                                  | Islanda                                                                | Qual. Mondiali 2022                                                    | Birkir Saevarsson Birkir Bjarnason Victor Palsson Runar Mar Sigurjonsson (rig.)                                   | Cap: A.Gunnarsson                                                      |
| 30-5-2021                                                              | Arlington                                                              | Messico                                                                | 2 – 1                                                                  | Islanda                                                                | Amichevole                                                             | autorete | Cap: A.Gunnarsson                                                      |
| 4-6-2021                                                               | Tórshavn                                                               | Fær Øer                                                                | 0 – 1                                                                  | Islanda                                                                | Amichevole                                                             | Mikael Anderson                                                                                                   | Cap: A.Gunnarsson                                                      |
| 8-6-2021                                                               | Tórshavn                                                               | Polonia                                                                | 2 – 2                                                                  | Islanda                                                                | Amichevole                                                             | Albert Gudmundsson Brynjar Ingi Bjarnason                                                                         | Cap: A.Gunnarsson                                                      |
| 2-9-2021                                                               | Reykjavík                                                              | Islanda                                                                | 0 – 2                                                                  | Romania                                                                | Amichevole                                                             | - | Cap: J.Gudmundsson                                                     |
| 5-9-2021                                                               | Reykjavík                                                              | Islanda                                                                | 2 – 2                                                                  | Macedonia del Nord                                                     | Qual. Mondiali 2022                                                    | Brynjar Ingi Bjarnason Andri Guðjohnsen                                                                           | Cap: K.Arnason                                                         |
| 8-9-2021                                                               | Reykjavík                                                              | Islanda                                                                | 0 – 4                                                                  | Germania                                                               | Qual. Mondiali 2022                                                    | - | Cap: J.Gudmundsson                                                     |
| 8-10-2021                                                              | Reykjavík                                                              | Islanda                                                                | 1 – 1                                                                  | Armenia                                                                | Qual. Mondiali 2022                                                    | Isak Johannesson                                                                                                  | Cap: B.Bjarnason                                                       |
| 11-10-2021                                                             | Reykjavík                                                              | Islanda                                                                | 4 – 0                                                                  | Liechtenstein                                                          | Qual. Mondiali 2022                                                    | Stefan Thordarson 2 Albert Gudmundsson 2 (rig.) Andri Guðjohnsen                                                  | Cap: B.Bjarnason                                                       |
| 11-11-2021                                                             | Bucarest                                                               | Romania                                                                | 0 – 0                                                                  | Islanda                                                                | Qual. Mondiali 2022                                                    | - | Cap: B.Bjarnason                                                       |
| 14-11-2021                                                             | Skopje                                                                 | Macedonia del Nord                                                     | 3 – 1                                                                  | Islanda                                                                | Qual. Mondiali 2022                                                    | Jón Dagur Þorsteinsson                                                                                            | Cap: B.Bjarnason                                                       |
| 12-1-2022                                                              | Belek                                                                  | Uganda                                                                 | 1 – 1                                                                  | Islanda                                                                | Amichevole                                                             | Jon Dadi Bodvarsson                                                                                               | Cap: A.Traustason                                                      |
| 15-1-2022                                                              | Adalia                                                                 | Corea del Sud                                                          | 5 – 1                                                                  | Islanda                                                                | Amichevole                                                             | Sveinn Aron Guðjohnsen                                                                                            | Cap: A.Traustason                                                      |
| 26-3-2022                                                              | Murcia                                                                 | Finlandia                                                              | 1 – 1                                                                  | Islanda                                                                | Amichevole                                                             | Birkir Bjarnason                                                                                                  | Cap: B.Bjarnason                                                       |
| 29-3-2022                                                              | La Coruña                                                              | Spagna                                                                 | 5 – 0                                                                  | Islanda                                                                | Amichevole                                                             | - | Cap: B.Bjarnason                                                       |
| 2-6-2022                                                               | Haifa                                                                  | Israele                                                                | 2 – 2                                                                  | Islanda                                                                | UEFA Nations League 2022-2023 - Lega B                                 | Þórir Jóhann Helgason Arnór Sigurðsson                                                                            | Cap: B.Bjarnason                                                       |
| 6-6-2022                                                               | Reykjavík                                                              | Islanda                                                                | 1 – 1                                                                  | Albania                                                                | UEFA Nations League 2022-2023 - Lega B                                 | Jón Dagur Þorsteinsson                                                                                            | Cap: B.Bjarnason                                                       |
| 9-6-2022                                                               | Serravalle                                                             | San Marino                                                             | 0 – 1                                                                  | Islanda                                                                | Amichevole                                                             | Aron Elis Thrandarson                                                                                             | Cap: A.Thrandarson                                                     |
| 13-6-2022                                                              | Reykjavík                                                              | Islanda                                                                | 2 – 2                                                                  | Israele                                                                | UEFA Nations League 2022-2023 - Lega B                                 | Jón Dagur Þorsteinsson Þórir Jóhann Helgason                                                                      | Cap: B.Bjarnason                                                       |
| 22-9-2022                                                              | Maria Enzersdorf                                                       | Islanda                                                                | 1 – 0                                                                  | Venezuela                                                              | Amichevole                                                             | Isak Bergmann Johannesson                                                                                         | Cap: A.Gunnarsson                                                      |
| 27-9-2022                                                              | Tirana                                                                 | Albania                                                                | 1 – 1                                                                  | Islanda                                                                | UEFA Nations League 2022-2023 - Lega B                                 | Mikael Anderson                                                                                                   | Cap: A.Gunnarsson                                                      |
| 6-11-2022                                                              | Abu Dhabi                                                              | Islanda                                                                | 0 – 1                                                                  | Arabia Saudita                                                         | Amichevole                                                             | - | Cap: A.Gunnarsson                                                      |
| 11-11-2022                                                             | Hwaseong                                                               | Corea del Sud                                                          | 1 – 0                                                                  | Islanda                                                                | Amichevole                                                             | - | Cap: H.Gunnlaugsson                                                    |
| 16-11-2022                                                             | Kaunas                                                                 | Lituania                                                               | 0 – 0 (5 - 6 dtr)                                                      | Islanda                                                                | Amichevole                                                             | - | Cap: B.Bjarnason                                                       |
| 19-11-2022                                                             | Riga                                                                   | Lettonia                                                               | 1 – 1 (7 - 8 dtr)                                                      | Islanda                                                                | Amichevole                                                             | Isak Bergmann Johannesson                                                                                         | Cap: A.Thrandarson                                                     |
| 8-1-2023                                                               | Albufeira                                                              | Islanda                                                                | 1 – 1                                                                  | Estonia                                                                | Amichevole                                                             | Andri Guðjohnsen (rig.)                                                                                           | Cap: A.Traustason                                                      |
| 12-1-2023                                                              | Faro                                                                   | Svezia                                                                 | 2 – 1                                                                  | Islanda                                                                | Amichevole                                                             | Sveinn Aron Guðjohnsen                                                                                            | Cap: H.Gunnlaugsson                                                    |
| 23-3-2023                                                              | Sarajevo                                                               | Bosnia ed Erzegovina                                                   | 3 – 0                                                                  | Islanda                                                                | Qual. Euro 2024                                                        | - | Cap: J.Gudmundsson                                                     |
| 26-3-2023                                                              | Vaduz                                                                  | Liechtenstein                                                          | 0 – 7                                                                  | Islanda                                                                | Qual. Euro 2024                                                        | Davíð Kristján Ólafsson Hákon Arnar Haraldsson 3 Aron Gunnarson 1 (rig.) Andri Guðjohnsen Mikael Egill Ellertsson | Cap: A.Gunnarsson                                                      |
| Totale                                                                 |                                                                        | Presenze                                                               | 31                                                                     |                                                                        | Reti                                                                   | 37 |                                                                        |